# スカパー!音楽祭
『スカパー!音楽祭』（スカパーおんがくさい、英:SKY PerfecTV! MUSIC FESTIVAL）は、BSスカパー!で2015年から2018年まで毎年1回、2月又は3月のゴールデンタイム・プライムタイム（JST）に生放送されていた大型音楽番組である。

## 概要
スカパー!放送開始以来、史上初となる音楽祭を開催。
番組のコンセプトは「一年で最初の音楽祭」である。
2015年（第1回）は総勢22組の日本を代表する豪華アーティストが生出演して、全51曲の楽曲を5時間にわたって披露された。
フジテレビ系列で年1回放送されている大型音楽番組『FNS歌謡祭』『FNSうたの夏まつり』と同様、過去のヒット曲から話題の最新曲まで、出演アーティスト同士のコラボレーション（共演）やカバーなどで披露されている。また、当番組では地上波の大型音楽番組と異なり、楽曲をテレビサイズ用のカットバージョンではなくフルサイズでパフォーマンスを披露されている。
2019年は放送が見送られており、以降の放送が途絶えている。

## 放送データ一覧
| 放送回 | 放送日        | 放送曜日 | 放送時間 （JST） | 放送タイトル        | 司会              | 司会       | チャンネル                  | 備考               |
| 放送回 | 放送日        | 放送曜日 | 放送時間 （JST） | 放送タイトル        | 男性司会者        | 女性司会者 | チャンネル                  | 備考               |
| ------ | ------------- | -------- | ---------------- | ------------------- | ----------------- | ---------- | --------------------------- | ------------------ |
| 第1回  | 2015年2月25日 | 水曜日   | 19:00 - 24:00    | スカパー!音楽祭2015 | 武部聡志 小室哲哉 | Ami Aya    | BSスカパー!                 | 生放送（本放送）   |
| 第1回  | 2015年3月1日  | 日曜日   | 12:00 - 17:00    | スカパー!音楽祭2015 | 武部聡志 小室哲哉 | Ami Aya    | スカパー!4K総合             | 録画放送（再放送） |
| 第1回  | 2015年4月4日  | 土曜日   | 21:00 - 26:00    | スカパー!音楽祭2015 | 武部聡志 小室哲哉 | Ami Aya    | BSスカパー!                 | 録画放送（再放送） |
| 第1回  | 2015年4月29日 | 水曜日   | 16:00 - 21:00    | スカパー!音楽祭2015 | 武部聡志 小室哲哉 | Ami Aya    | BSスカパー!                 | 録画放送（再放送） |
| 第1回  | 2015年5月2日  | 土曜日   | 17:00 - 22:00    | スカパー!音楽祭2015 | 武部聡志 小室哲哉 | Ami Aya    | フジテレビNEXT              | 録画放送（再放送） |
| 第1回  | 2015年8月8日  | 土曜日   | 21:00 - 26:00    | スカパー!音楽祭2015 | 武部聡志 小室哲哉 | Ami Aya    | フジテレビNEXT              | 録画放送（再放送） |
| 第2回  | 2016年2月28日 | 日曜日   | 19:30 - 24:00    | スカパー!音楽祭2016 | ハマ・オカモト    | 玉井詩織   | BSスカパー! スカパー!4K総合 | 生放送（本放送）   |
| 第2回  | 2016年5月8日  | 日曜日   | 16:00 - 20:30    | スカパー!音楽祭2016 | ハマ・オカモト    | 玉井詩織   | フジテレビNEXT              | 録画放送（再放送） |
| 第3回  | 2017年3月12日 | 日曜日   | 19:00 - 23:30    | スカパー!音楽祭2017 | ハマ・オカモト    | ベッキー   | BSスカパー! スカパー!4K総合 | 生放送（本放送）   |
| 第3回  | 2017年3月28日 | 火曜日   | 21:00 - 25:30    | スカパー!音楽祭2017 | ハマ・オカモト    | ベッキー   | スカパー!4K総合             | 録画放送（再放送） |
| 第4回  | 2018年3月14日 | 水曜日   | 19:00 - 24:00    | スカパー!音楽祭2018 | ハマ・オカモト    | ベッキー   | BSスカパー!                 | 生放送（本放送）   |
| 第4回  | 2018年4月21日 | 土曜日   | 16:00 - 21:00    | スカパー!音楽祭2018 | ハマ・オカモト    | ベッキー   | BSスカパー!                 | 録画放送（再放送） |

## 出演者

### 2015年
- 2月25日 19:00 - 24:00（JST）に生放送[2][3][4]。

#### 当日のステージ
トップバッターと大トリは、番組の司会を務める小室哲哉がそれぞれ担当した。トップバッターは小室哲哉が「背徳の瞳〜Eyes of Venus〜」を披露して、大トリは小室哲哉と武部聡志の共演で「永遠と名づけてデイドリーム」が披露された。
番組の司会は、武部聡志、小室哲哉、E-girls/DreamのAmi・Ayaの4人が担当した。尚、4人全員、音楽番組の司会はこれが初となった。
各アーティストと武部聡志との共演では、武部聡志のピアノ演奏のみで楽曲が披露された。
音楽監督は武部聡志が担当した。そのため、武部は音楽監督と番組の司会と兼任で担当した。

#### 司会
- 武部聡志
- 小室哲哉
- Ami・Aya（E-girls/Dream）

#### 出演アーティスト
- E-girls
- 華原朋美
- 岸谷香
- 郷ひろみ
- 小室哲哉
- さだまさし
- 三代目 J Soul Brothers
- THE ALFEE
- JUJU
- 鈴木雅之
- 德永英明
- Dream
- 乃木坂46
- 氷川きよし
- Flower
- モーニング娘。'15
- ももいろクローバーZ
- 森高千里
- 森山直太朗
- 和田アキ子
- WaT

#### セットリスト
| 順番 | アーティスト                             | 楽曲                                             |
| ---- | ---------------------------------------- | ------------------------------------------------ |
| 1    | 小室哲哉                                 | 背徳の瞳〜Eyes of Venus〜 (1992/V2)              |
| 2    | 森高千里                                 | NEW SEASON (1987)                                |
| 3    | 森高千里                                 | ストレス (1988)                                  |
| 4    | Flower                                   | さよなら、アリス                                 |
| 5    | 氷川きよし                               | さすらい慕情                                     |
| 6    | モーニング娘。'15×武部聡志               | モーニングコーヒー (1998/モーニング娘。)         |
| 7    | 氷川きよし×小室哲哉                      | My Revolution (1986/渡辺美里)                    |
| 8    | miWaT                                    | don't cry anymore (2010/miwa)                    |
| 9    | モーニング娘。'15                        | One・Two・Three (2012/モーニング娘。)            |
| 10   | 岸谷香                                   | ハッピーマン (1997)                              |
| 11   | 岸谷香                                   | 友達のまま (1989/プリンセス プリンセス)          |
| 12   | E-girls                                  | Mr.Snowman (2014/e-girls)                        |
| 13   | E-girls×武部聡志                         | Follow Me (2012/E-Girls)                         |
| 14   | 森高千里×武部聡志                        | 雨 (1990/森高千里)                               |
| 15   | ももいろクローバーZ×武部聡志             | ももいろパンチ (2009/ももいろクローバー)         |
| 16   | さだまさし                               | 風に立つライオン (1987)                          |
| 17   | 乃木坂46                                 | 命は美しい                                       |
| 18   | 岸谷香×百田夏菜子(ももいろクローバーZ)   | M (1989/プリンセス プリンセス)                   |
| 19   | さだまさし×武部聡志                      | 主人公 (1988/さだまさし)                         |
| 20   | WaT                                      | 5センチ。 (2006)                                 |
| 21   | WaT                                      | 僕のキモチ (2005)                                |
| 22   | 和田アキ子                               | 夢 (1997)                                        |
| 23   | 和田アキ子×有安杏果(ももいろクローバーZ) | 古い日記 (1974/和田アキ子)                       |
| 24   | 乃木坂46×武部聡志                        | 君の名は希望 (2013/乃木坂46)                     |
| 25   | 和田アキ子×武部聡志                      | あの鐘を鳴らすのはあなた (1972/和田アキ子)       |
| 26   | 德永英明                                 | 春なのに (1983/柏原芳恵)                         |
| 27   | 德永英明                                 | スローモーション (1982/中森明菜)                 |
| 28   | 德永英明×武部聡志                        | ダンデライオン〜遅咲きのたんぽぽ (1983/原田知世) |
| 29   | 華原朋美×小室哲哉                        | LOVE BRACE (1996/華原朋美)                       |
| 30   | 郷ひろみ×武部聡志                        | ハリウッド・スキャンダル (1978/郷ひろみ)         |
| 31   | 郷ひろみ                                 | 小さな体験 (1972)                                |
| 32   | 郷ひろみ×JUJU                            | よろしく哀愁 (1974/郷ひろみ)                     |
| 33   | 三代目 J Soul Brothers                   | Eeny, meeny, miny, moe!                          |
| 34   | 三代目 J Soul Brothers                   | R.Y.U.S.E.I. (2014)                              |
| 35   | 森山直太朗                               | コンビニの趙さん (2014)                          |
| 36   | 森山直太朗                               | 太陽 (2004)                                      |
| 37   | miwa                                     | 360°                                             |
| 38   | JUJU                                     | Hold me, Hold you                                |
| 39   | 森山直太朗×鈴木雅之×武部聡志             | 愛し君へ (2004/森山直太朗)                       |
| 40   | 華原朋美×武部聡志                        | Let It Go 〜ありのままで〜 (2014/松たか子)       |
| 41   | JUJU×武部聡志                            | ANNIVERSARY (1989/松任谷由実)                    |
| 42   | miwa×武部聡志                            | つよくなりたい (2011/miwa)                       |
| 43   | THE ALFEE×武部聡志                       | 明日なき暴走の果てに (1980/Alfee)                |
| 44   | ももいろクローバーZ                      | 青春賦                                           |
| 45   | ももいろクローバーZ                      | Chai Maxx ZERO (2014)                            |
| 46   | 鈴木雅之×桑野信義                        | ランナウェイ (1980/シャネルズ)                   |
| 47   | 鈴木雅之                                 | ガラス越しに消えた夏 (1986)                      |
| 48   | Dream                                    | こんなにも                                       |
| 49   | THE ALFEE                                | メリーアン (1983/ALFEE)                          |
| 50   | THE ALFEE                                | ROCKDOM -風に吹かれて- (1986)                    |
| 51   | 小室哲哉×武部聡志                        | 永遠と名づけてデイドリーム (1991/小室哲哉)       |

### 2016年
- 2月28日 19:30 - 翌0:00（JST）に生放送[5][6]。

#### 当日のステージ
トップバッターは和田アキ子とももいろクローバーZの共演で「もう一度ふたりで歌いたい」を披露され、大トリは森山良子とチームしゃちほこの秋元帆華と武部聡志の共演で「この広い野原いっぱい」を披露された。
番組の司会は、男性司会者は武部聡志・小室哲哉からOKAMOTO'Sのハマ・オカモトへバトンタッチして、女性司会者はE-girls/DreamのAmi・Ayaからベッキーへバトンタッチして、BSスカパー!でレギュラー放送されている音楽番組『FULL CHORUS 〜音楽は、フルコーラス〜』の司会者が担当する予定だったが、ベッキーが諸問題で降板したため、急遽、ももいろクローバーZの玉井詩織が代理司会として担当することとなった。
ももいろクローバーZの玉井詩織が番組の司会を担当することに伴い、ももいろクローバーZがグループ・ソロを含めて、番組最多の10曲に参加して披露した。
音楽監督は2年連続で武部聡志が担当した。

#### 司会
- ハマ・オカモト（OKAMOTO'S）
- 玉井詩織（ももいろクローバーZ）[1][注 1]

#### 出演アーティスト
- Anly
- 板野友美
- w-inds.
- OKAMOTO'S
- 奥華子
- 加藤ミリヤ
- 華原朋美
- カントリー・ガールズ
- 岸谷香
- 桐嶋ノドカ
- 欅坂46
- コアラモード.
- 郷ひろみ
- 小南泰葉
- 小柳ゆき
- JUJU
- 高見沢俊彦（THE ALFEE）
- チームしゃちほこ
- フジファブリック
- flumpool
- WHITE ASH
- Ms.OOJA
- ももいろクローバーZ
- 森高千里
- 森山良子
- 安田レイ
- LiSA
- 和田アキ子
- 渡辺美里

#### セットリスト
| 順番 | アーティスト                                  | 楽曲                                                         |
| ---- | --------------------------------------------- | ------------------------------------------------------------ |
| 1    | 和田アキ子×ももいろクローバーZ                | もう一度ふたりで歌いたい (1986/和田アキ子)                   |
| 2    | ももいろクローバーZ                           | 白金の夜明け                                                 |
| 3    | 岸谷香×百田夏菜子(ももいろクローバーZ)        | 世界でいちばん熱い夏 (1987/プリンセス プリンセス)            |
| 4    | フジファブリック                              | 徒然モノクローム (2012)                                      |
| 5    | 欅坂46×武部聡志                               | 君の名は希望 (2013/乃木坂46)                                 |
| 6    | フジファブリック                              | Girl Girl Girl (2015)                                        |
| 7    | カントリー・ガールズ                          | ブギウギLOVE                                                 |
| 8    | 和田アキ子×有安杏果(ももいろクローバーZ)      | どしゃぶりの雨の中で (1969/和田アキ子)                       |
| 9    | 欅坂46                                        | 制服のマネキン (2012/乃木坂46)                               |
| 10   | OKAMOTO'S                                     | Beek (2010)                                                  |
| 11   | 和田アキ子×武部聡志                           | だってしょうがないじゃない (1988/和田アキ子)                 |
| 12   | チームしゃちほこ×武部聡志                     | 乙女受験戦争 (2014/チームしゃちほこ)                         |
| 13   | OKAMOTO'S                                     | Knock Kncok Knock (2015)                                     |
| 14   | 岸谷香×今野均                                 | パパ (1989/プリンセス プリンセス)                            |
| 15   | 森高千里                                      | 青春 (1990)                                                  |
| 16   | 岸谷香                                        | ハッピーマン (1997/奥居香)                                   |
| 17   | 郷ひろみ×川江美奈子                           | ありのままでそばにいて (2008/郷ひろみ)                       |
| 18   | 小柳ゆき×伊藤千由李(チームしゃちほこ)         | 愛情 (2000/小柳ゆき)                                         |
| 19   | 森高千里                                      | 百見顔(Hyamikao) (2015)                                      |
| 20   | 華原朋美×咲良菜緒(チームしゃちほこ)           | I'm proud (1996/華原朋美)                                    |
| 21   | w-inds.                                       | In Love With The Music (2015)                                |
| 22   | 郷ひろみ×JUJU                                 | GOODBYE DAY (1981/来生たかお)                                |
| 23   | 郷ひろみ×加藤ミリヤ                           | 未完成 (1981/郷ひろみ)                                       |
| 24   | ももいろクローバーZ×ハマ・オカモト(OKAMOTO'S) | マホロバケーション (ももいろクローバーZ)                     |
| 25   | LiSA                                          | シルシ (2014)                                                |
| 26   | 安田レイ                                      | あしたいろ (2015)                                            |
| 27   | 加藤ミリヤ                                    | リップスティック (2015)                                      |
| 28   | WHITE ASH                                     | Blaze                                                        |
| 29   | JUJU×有安杏果(ももいろクローバーZ)×武部聡志   | The Rose (Bette Midler)                                      |
| 30   | コアラモード.×玉井詩織(ももいろクローバーZ)   | 七色シンフォニー (2015/コアラモード.)                        |
| 31   | コアラモード.                                 | さくらぼっち                                                 |
| 32   | ももいろクローバーZ×武部聡志                  | モノクロデッサン (ももいろクローバーZ)                       |
| 33   | 渡辺美里×武部聡志                             | 卒業 (1991/渡辺美里)                                         |
| 34   | 奥華子×高城れに(ももいろクローバーZ)          | Birthday (2009/奥華子)                                       |
| 35   | Ms.OOJA×黒沢薫(ゴスペラーズ)×武部聡志         | Be... (2012/Ms.OOJA)                                         |
| 36   | flumpool                                      | 夜は眠れるかい?                                              |
| 37   | flumpool                                      | とある始まりの情景〜Bookstore on the hill〜 (2015)           |
| 38   | LiSA×小南泰葉                                 | リスキー (2015/LiSA)                                         |
| 39   | 佐々木彩夏(ももいろクローバーZ)×小南泰葉      | だって あーりんなんだもーん☆ (2011/佐々木彩夏)               |
| 40   | Anly                                          | Don't give it up! (2015)                                     |
| 41   | 桐嶋ノドカ                                    | Chandelier (2015/Sia)                                        |
| 42   | 板野友美                                      | HIDE & SEEK                                                  |
| 43   | 高見沢俊彦(THE ALFEE)×ももいろクローバーZ     | 鋼の意志 (ももいろクローバーZ)                               |
| 44   | 小柳ゆき×桐嶋ノドカ×武部聡志                  | あなたのキスを数えましょう 〜You were mine〜 (1999/小柳ゆき) |
| 45   | w-inds.                                       | 四季 (2004)                                                  |
| 46   | JUJU                                          | New York State Of Mind (1976/BILLY JOEL)                     |
| 47   | 渡辺美里                                      | 10years (1988)                                               |
| 48   | 森山良子                                      | ユー・レイズ・ミー・アップ (2002/シークレット・ガーデン)     |
| 49   | 森山良子×秋元帆華(チームしゃちほこ)×武部聡志  | この広い野原いっぱい (1967/森山良子)                         |

### 2017年
- 3月12日 19:00 - 23:30（JST）に生放送[7][8]。

#### 当日のステージ
トップバッターはPUFFYが「アジアの純真」を披露して、大トリは香西かおりが「無言坂」を披露した。
昨年、諸問題で番組の司会を降板したベッキーが復帰した。男性司会者は昨年と引き続き、OKAMOTO'Sのハマ・オカモトが担当した。これに伴い、BSスカパー!でレギュラー放送されている音楽番組『FULL CHORUS 〜音楽は、フルコーラス〜』の司会者の担当が実現した。
本年では、昨年・一昨年と異なり、コラボレーション（共演）は一切なしで全て単体で楽曲を披露された。
音楽監督は昨年・一昨年に2年連続で担当した武部聡志から本間昭光へバトンタッチして担当した。

#### 司会
- ベッキー
- ハマ・オカモト（OKAMOTO'S）

#### 出演アーティスト
- 板野友美
- w-inds.
- OKAMOTO'S
- 岡本真夜
- Official髭男dism
- 華原朋美
- Charisma.com
- カントリー・ガールズ
- 岸谷香
- Creepy Nuts
- 香西かおり
- 小柳ゆき
- SILENT SIREN
- 塩ノ谷早耶香
- シナリオアート
- 瀬川あやか
- Zeebra
- Skoop On Somebody
- 田口淳之介
- チームしゃちほこ
- チャラン・ポ・ランタン
- PUFFY
- 藤澤ノリマサ
- モーニング娘。'17
- U-KISS
- 柚希礼音
- 吉澤嘉代子

#### セットリスト
| 順番 | アーティスト           | 楽曲                                   |
| ---- | ---------------------- | -------------------------------------- |
| 1    | PUFFY                  | アジアの純真 (1996)                    |
| 2    | w-inds.                | We Don't Need To Talk Anymore          |
| 3    | 華原朋美               | summer visit (2001)                    |
| 4    | シナリオアート         | ナナヒツジ (2015)                      |
| 5    | シナリオアート         | ラブマゲドン                           |
| 6    | 柚希礼音               | 僕は何を探してるんだろう?              |
| 7    | PUFFY                  | 誰かが (2009)                          |
| 8    | 岸谷香                 | 49thバイブル (2016)                    |
| 9    | 岸谷香                 | ミラーボール (2016)                    |
| 10   | 吉澤嘉代子             | 地獄タクシー                           |
| 11   | Zeebra                 | Street Dreams (2005/ZEEBRA)            |
| 12   | 藤澤ノリマサ           | 希望の歌〜交響曲第九番〜               |
| 13   | モーニング娘。'17      | BRAND NEW MORNING                      |
| 14   | モーニング娘。'17      | What is LOVE? (2014/モーニング娘。'14) |
| 15   | 柚希礼音               | Maybe if... (2016)                     |
| 16   | Official 髭男 dism     | 異端なスター                           |
| 17   | w-inds.                | I'm all yours                          |
| 18   | 板野友美               | OMG (2016)                             |
| 19   | 華原朋美               | 君がそばで (2016)                      |
| 20   | チャラン・ポ・ランタン | かなしみ                               |
| 21   | Creepy Nuts            | 助演男優賞                             |
| 22   | 塩ノ谷早耶香           | BELIEVING                              |
| 23   | Skoop On Somebody      | sha la la (2001)                       |
| 24   | Skoop On Somebody      | Nice'n Slow (1997/SKOOP)               |
| 25   | 瀬川あやか             | 妄想スニーカー                         |
| 26   | 田口淳之介             | Connet                                 |
| 27   | mayo(岡本真夜)         | ほうき星                               |
| 28   | 小柳ゆき               | 天球儀                                 |
| 29   | OKAMOTO'S              | BROTHER (2016)                         |
| 30   | OKAMOTO'S              | NEKO                                   |
| 31   | カントリー・ガールズ   | ピーナッツバタージェリーラブ           |
| 32   | U-KISS                 | Lots of love                           |
| 33   | チームしゃちほこ       | START                                  |
| 34   | 塩ノ谷早耶香           | 魔法 (2016)                            |
| 35   | Charisma.com           | Like it                                |
| 36   | Charisma.com           | HATE (2013)                            |
| 37   | SILENT SIREN           | フジヤマディスコ                       |
| 38   | SILENT SIREN           | Love Balloon                           |
| 39   | 田口淳之介             | HERO                                   |
| 40   | 岡本真夜               | TOMORROW (1995)                        |
| 41   | 小柳ゆき               | HOT STUFF                              |
| 42   | 香西かおり             | 雨夜の月                               |
| 43   | 香西かおり             | 無言坂 (1993)                          |

### 2018年
- 3月14日 19:00 - 翌0:00（JST）に生放送[14][15]。

#### 当日のステージ
トップバッターは八代亜紀が「舟唄」を披露して、大トリは2年連続で香西かおりが「流恋草」を披露した。トップバッター・大トリが共に演歌歌手だった。
司会は2年連続でベッキー、OKAMOTO'Sのハマ・オカモトのコンビが担当する。また、ハマは番組過去最多の3年連続の担当となる。
本年では番組の随所で、番組の司会のOKAMOTO'Sのハマ・オカモトがPUFFY、モーニング娘。'18、吉澤嘉代子といった各アーティストとの共演でベース演奏を披露した。
音楽監督は2年連続で本間昭光が担当した。また、一部の出演アーティストのパフォーマンスで本間のスペシャルアレンジバージョンで披露された。

#### 司会
- ベッキー
- ハマ・オカモト（OKAMOTO'S）

#### 出演アーティスト
- EINSHTEIN & 言×THE ANSWER
- Ayasa
- =LOVE
- 井上実優
- AK-69
- OKAMOTO'S
- 尾崎裕哉
- 岸谷香
- 氣志團
- KICK THE CAN CREW
- CHARAMEL（ふなっしー/アックマ/カパル/にゃんごすたー）
- きゃりーぱみゅぱみゅ
- Creepy Nuts
- 香西かおり
- シナリオアート
- Da-iCE
- 田口淳之介
- つばきファクトリー
- T-BOLAN
- ナオト・インティライミ
- NOBU
- はちみつロケット
- PUFFY
- BEGIN
- Bitter & Sweet
- ファンキー加藤
- Ms.OOJA
- モーニング娘。'18
- 八代亜紀
- UNIONE
- 吉澤嘉代子

#### セットリスト
| 順番 | アーティスト                          | 楽曲                                    |
| ---- | ------------------------------------- | --------------------------------------- |
| 1    | 八代亜紀                              | 舟唄 (1979)                             |
| 2    | きゃりーぱみゅぱみゅ                  | 原宿いやほい (2017)                     |
| 3    | ナオト・インティライミ                | Sunday (2017)                           |
| 4    | 岸谷香                                | ミラーボール (2016)                     |
| 5    | 岸谷香                                | Unlocked                                |
| 6    | =LOVE                                 | 僕らの制服クリスマス (2017)             |
| 7    | 八代亜紀                              | 帰ってくれたら嬉しいわ (2017)           |
| 8    | CHARAMEL                              | CHARAMEL (2017/ふなっしー)              |
| 9    | きゃりーぱみゅぱみゅ                  | ゆめのはじまりんりん (2014)             |
| 10   | UNIONE                                | ロンディ (2017)                         |
| 11   | つばきファクトリー                    | 春恋歌                                  |
| 12   | PUFFY                                 | ジェット警察 (1998)                     |
| 13   | Creepy Nuts                           | ぬえの鳴く夜は                          |
| 14   | PUFFY with ハマ・オカモト             | パフィピポ山 (2015/PUFFY)               |
| 15   | Bitter & Sweet                        | 幸せになりたい。 (2017)                 |
| 16   | モーニング娘。'18                     | 花が咲く 太陽浴びて                     |
| 17   | ナオト・インティライミ                | いつかきっと (2015)                     |
| 18   | はちみつロケット                      | はちみつロケット〜黄金の七人〜          |
| 19   | シナリオアート                        | サヨナラムーンタウン (2017)             |
| 20   | 田口淳之介                            | DIMENSION (2017)                        |
| 21   | モーニング娘。'18 with ハマ・オカモト | 五線譜のたすき (2017/モーニング娘。'17) |
| 22   | ゆず                                  | 愛こそ (2017)                           |
| 23   | ゆず                                  | タッタ (2017)                           |
| 24   | BEGIN                                 | 笑顔のまんま (2009)                     |
| 25   | BEGIN                                 | ソウセイ                                |
| 26   | シナリオアート                        | ワンダーボックスII (2014)               |
| 27   | Da-iCE                                | 恋ごころ (2016)                         |
| 28   | KICK THE CAN CREW                     | 千% (2017)                              |
| 29   | T-BOLAN                               | Bye For Now (1992)                      |
| 30   | OKAMOTO'S                             | 90'S TOKYO BOYS (2017)                  |
| 31   | T-BOLAN                               | SHAKE IT (1995)                         |
| 32   | Ayasa                                 | 千本の矢 (2017)                         |
| 33   | 田口淳之介                            | White Night, White Lies                 |
| 34   | 尾崎裕哉                              | Glory Days (2017)                       |
| 35   | 吉澤嘉代子 with ハマ・オカモト        | 残ってる (2017/吉澤嘉代子)              |
| 36   | NOBU                                  | スタートライン (2012/N.O.B.U!!!)        |
| 37   | EINSHTEIN & 言×THEANSWER              | To U (2006/Bank Band)                   |
| 38   | JUON                                  | “あいしてる”って言えなくて (2017)       |
| 39   | OKAMOTO'S                             | NO MORE MUSIC (2017)                    |
| 40   | ファンキー加藤                        | 冷めた牛丼をほおばって (2017)           |
| 41   | Ms.OOJA                               | WITH (2017)                             |
| 42   | AK-69                                 | Flying B (2016)                         |
| 43   | Da-iCE TOKYO                          | MERRY GO ROUND (2017)                   |
| 44   | NOBU                                  | いま、太陽に向かって咲く花              |
| 45   | ファンキー加藤                        | 失恋の詩                                |
| 46   | 井上実優 with 岡部磨知                | この空の果て (井上実優)                 |
| 47   | 尾崎裕哉                              | サムデイ・スマイル (2017)               |
| 48   | 氣志團                                | 幸せにしかしねーから (2015)             |
| 49   | Ms.OOJA with JUON                     | さぁ鐘を鳴らせ (2013/DREAMS COME TRUE)  |
| 50   | 香西かおり                            | 酒暦                                    |
| 51   | 氣志團                                | ジゴロ13 (2015)                         |
| 52   | 香西かおり                            | 流恋草 (1991)                           |